# Geist (comics)
Pour les articles homonymes, voir Geist.
Geist est un super-vilain créé par Marvel Comics. Il est apparu pour la première fois dans Wolverine vol.2 #17, en 1989.

## Origine
L'Allemand Nikolaus Geist était un conseiller d'Adolf Hitler. Il eut une influence sur la façon apportée sur la gestion des camps de concentration. À la fin de la guerre, il s'enfuit vers les États-Unis, où il se fit oublier et devint même un agent de la CIA.
On le vit pour la première fois en tant que conseiller du président Caridad, au Tierra Verde, micro-état d'Amérique du Sud. Caridad voulait créer un super-soldat, symbole de son pays (comme Captain America), à partir de cocaïne modifiée. Les sujets devinrent tous fous. Il se servit de Roughouse pour conclure ses essais, et ce dernier fut sauvé par son ennemi Wolverine.
Wolverine ouvrit la carapace de métal de Geist, le laissant mourant. Mais ce dernier réussit à survivre.
Il fut retrouvé par Magnéto, qui l'exécuta pour ses actions de criminel de guerre.

## Pouvoirs
- Geist était un vieil homme dont une partie du corps a été remplacée par des implants cybernétiques.
- Il combattait avec des lames à la place des mains.